# 賈立怡
賈立怡（Rachel Kar，1981年8月29日—）。香港音樂人，擅長作曲、作詞、演唱和鋼琴。她亦有參與編曲工作，共發表4張全創作專輯及3張概念單曲。她從小熱愛音樂，並接受傳統的鋼琴訓練。15歲時到英國留學，修讀古典音樂。18歲時簽約環球唱片當作曲人。2005年從幕後轉到台前，正式成為唱作人，推出專輯包括《賈主義》、《感恩節》、《獨奏》、《聽聽》。

## 音樂作品

### 專輯
- 2005年8月：《賈主義》
- 2006年11月：《感恩節》
- 2007年8月：《獨奏》
- 2009年4月：《聽聽》

### 單曲
- 2009年9月：《Notes for Sun》
- 2010年4月：《ABCD》

2010年春天，賈立怡發表成為獨立音樂人後的第一張正式作品《ABCD》。
EP名稱《ABCD》是A Baby CD的簡稱，希望能成為baby人生中第一首屬於自己的音樂。收錄2首歌曲《Prelude》和《A Brand New Day》。《Prelude》以baby的角度探索這個世界，《A Brand New Day》則以父母的角度訴說對孩子的愛。聆聽整張EP，就像聽見baby和父母透過音樂的對話和互動。

### 數位單曲
- 2012年8月：《慢風街》

## 派台歌曲成績
| 四台派台歌曲最高位置 | 四台派台歌曲最高位置 | 四台派台歌曲最高位置 | 四台派台歌曲最高位置 | 四台派台歌曲最高位置 | 四台派台歌曲最高位置 | 四台派台歌曲最高位置 |
| -------------------- | -------------------- | -------------------- | -------------------- | -------------------- | -------------------- | -------------------- |
| 唱片                 | 歌曲                 | 903                  | RTHK                 | 997                  | TVB                  | 備註                 |
| 2005年               |                      |                      |                      |                      |                      |                      |
| 賈主義               | 失重                 | -                    | -                    | 3                    | -                    |                      |
| 賈主義               | 自由貓               | 19                   | -                    | -                    | -                    |                      |

| 各台冠軍歌總數 | 各台冠軍歌總數 | 各台冠軍歌總數 | 各台冠軍歌總數 | 各台冠軍歌總數    |
| -------------- | -------------- | -------------- | -------------- | ----------------- |
| 903            | RTHK           | 997            | TVB            | 備註              |
| 0              | 0              | 0              | 0              | 四台冠軍歌總數：0 |

## 大事記
- 2005年擔任香港愛護動物協會「愛心大使」[1]
- 2005年8月在香港推出唱片專輯《Rachelism》
- 2005年10月推出內地版《賈主義》
- 2005年12月榮獲廣州電臺金曲金榜「唱作女新人」獎
- 2005年12月榮獲廣具「潛力女新人」獎
- 2005年12月榮獲香港新城電臺「2005唱作新希望」
- 2005年12月榮獲香港新城勁爆頒獎典禮「新星登場女歌手」
- 2006年3月11日榮獲廣東省9+2音樂先鋒榜「港臺最佳女新人」
- 2006年11月推出國語專輯《感恩節》
- 2006年12月15日榮獲廣東9+2音樂先鋒榜「內地十大先鋒金曲」
- 2007年3月榮獲上海東方風雲榜「新人獎」
- 2007年8月在臺灣推出唱片專輯《獨奏》

## 音樂創作
- 《動作派》──陳奕迅、容祖兒
- 《泡沫》──關心妍
- 《獨照》──容祖兒
- 《愛無言》──王傑
- 《一對》──林子萱
- 《Music Bring Smiles》（微笑行動2004主題曲）
- 《起點》（FUJI XEROX2005主題曲）
- 《自由貓》（2005香港愛護動物協會主題曲）
- 《剛好》——容祖兒[2]

1. ↑  . 2007-11-05  [2021-05-14]. （原始内容存档于2021-05-15）.
2. ↑  . 香港01. 2018-12-30  [2021-05-14]. （原始内容存档于2021-05-14）.